# Baarlo (Limbourg néerlandais)
Pour les articles homonymes, voir Baarlo.
Baarlo (en limbourgeois Baolder) est un village situé dans la commune néerlandaise de Peel en Maas, dans la province du Limbourg.
Le 1er janvier 2007, le village comptait 6 460 habitants.
Baarlo est situé sur la Meuse.